# John T. McCutcheon
John Tinney McCutcheon, né le 6 mai 1870 et mort le 10 juin 1949, est un dessinateur de presse, correspondant de guerre et écrivain américain récompensé en 1931 par le prix Pulitzer ; de son vivant même, il était surnommé le « doyen des dessinateurs de presse américains ».

## Biographie
Né à South Raub (en) dans l'Indiana, il suit ensuite sa famille à Lafayette. Diplômé de l'université Purdue en 1890, il se rend à Chicago et devient artiste et occasionnellement auteur pour le Chicago Morning News, qui publie en 1895 son premier dessin en « une » puis son premier dessin de presse à tonalité politique au cours de l'élection présidentielle américaine de 1896 (le journal change plusieurs fois de nom). En 1903, McCutcheon entre au Chicago Tribune et y reste jusqu'à sa retraite en 1946. Pendant quarante ans, ses illustrations figurent en première page du journal. McCutcheon a couvert plusieurs conflits, comme la guerre hispano-américaine, la guerre américano-philippine, la seconde guerre des Boers. Au cours de la Première Guerre mondiale, il rend compte de l'invasion de la Belgique par l'Allemagne. En 1931, son dessin intitulé A Wise Economist Asks a Question, qui porte sur la faillite bancaire de la Grande Dépression, lui vaut le Prix Pulitzer du dessin de presse.
Il décède chez lui, dans son sommeil, à Lake Forest, près de Chicago, dans l'Illinois. Son autobiographie inachevée, Drawn from Memory, paraît en 1950 à titre posthume. Il est enterré au cimetière de Graceland à Chicago.

## Hommages
Dans l'Indiana, un lycée porte le nom de McCutcheon High School (en) en son honneur. Une résidence étudie à l'université Purdue est appelée McCutcheon Hall.

## Œuvres (sélection)
- Stories of Filipino Warfare (1900)
- Boy Calendar (1903)
- Cartoons: A Selection of One Hundred Drawings (1903) - introduction de George Ade (en).
- Army Song Book (1918)
- Bird Center Cartoons: Chronicle of Social Happenings at Bird Center (1904)
- The Mysterious Stranger and Other Cartoons (1905)
- Congressman Pumphrey, the People's Friend (1907)
- What Does Christmas Really Mean? (1908) with J. L. Jones
- Injun Summer (1907)
- Doing the Grand Canyon (1909) illustré avec des dessins de l'auteur
- In Africa: Hunting Adventures in the Big Game Country (1910)
- T.R. in Cartoons (1910)
- History of Indiana (1911)
- Dawson ’11, Fortune Hunter (1912)
- The Restless Age (1921)
- An Heir At Large (1923)
- The Island Song Book (1927) illustré avec des photos et dessins réalisés par l'auteur
- Drawn from Memory: The Autobiography of John T. McCutcheon (1950)[1]

### Documentation
- Garel-Franzen, Tony, Slow Ball Cartoonist: The Extraordinary Life of Indiana Native and Pulitzer Prize Winner John T. McCutcheon of the Chicago Tribune, West Lafayette, Indiana, Purdue University Press, 2016 (ISBN 9781557537300)
- Banta, R. E., compiler, Indiana Authors and Their Books, 1816–1916, Crawfordsville, Indiana, Wabash College, 1949 (OCLC 1044959)
- Benzkofer, Stephan, « Class cartoon had life of its own », Chicago Tribune, Chicago, Illinois,‎ 16 octobre 2011 (lire en ligne, consulté le 4 novembre 2019)
- Culver, Nina, « Former longtime SR editorial cartoonist Shaw McCutcheion dies at 94 », The Spokesman-Review, Spokane, Washington,‎ 6 juillet 2016 (lire en ligne, consulté le 5 novembre 2019)
- Gascoine, Kelly, John T. McCutcheon Collection, 1883–1943 (Bulk 1914–1929) Collection Guide, Indianapolis, Indiana Historical Society, 2008 (lire en ligne)
- Gugin, Linda C., and James E. St. Clair, eds., Indiana's 200: The People Who Shaped the Hoosier State, Indianapolis, Indiana Historical Society Press, 2015 (ISBN 978-0-87195-387-2)
- Harvey, R. C., « John T. McCutcheon, Dean of American Cartoonists: Adventurer and Inventor of the Slow Ball », The Comics Journal, 6 décembre 2012 (consulté le 1er novembre 2019)
- « John T. McCutcheon Cartoons », Chicago Public Library (consulté le 5 novembre 2019)
- « John T. McCutcheon Cartoons Collection », Chicago History Museum (consulté le 5 novembre 2019)
- « John T. McCutcheon Papers », Syracuse University (consulté le 4 novembre 2018)
- « John T. McCutcheon Papers, 1834–1996 », The Newberry Library (consulté le 5 novembre 2019)
- « John Tinney McCutcheon Collection of Editorial Cartoons », University of Missouri Libraries (consulté le 4 novembre 2019)
- « McCutcheon, John T. (John Tinney), 1870–1949 », Purdue University Archives and Special Collections (consulté le 4 novembre 2019)
- Simkin, John, « John McCutcheon », Spartacus-educational.com, septembre 1997 (consulté le 1er novembre 2019)